# Milton și Ianaki Manakia

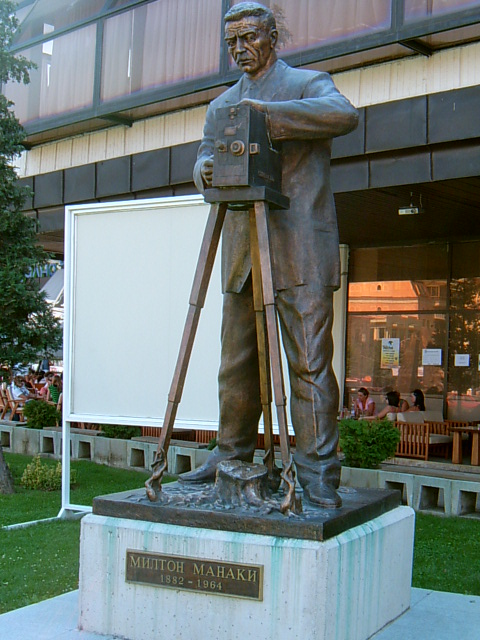
Statuia lui Milton Manakia în Bitola.

Frații Ianaki (Avdela, Imperiul otoman, 1878 - Salonic, Regatul Greciei, 1954) și Milton Manakia (Avdela, Imperiul otoman, 1882 - Bitolia, R.S.F. Iugoslavia, 1964) au fost pionieri aromâni ai fotografiei și ai producătorilor de film din Balcani. În 1905 au filmat primele fotografii în mișcare din Balcani în Monastir, cunoscută mai mult ca Bitolia (astăzi Bitola, Fosta Republică Iugoslavă Macedonia). În onoarea operei lor la Bitoloa are loc anual Festivalul Internațional de Film al Cineaștilor "Frații Manachia"  . În total, ei au realizat peste 17.300 fotografii în 120 de localități.

## Nume
Numele lor aromânești sunt Ianaki și Milto Mânaki sau Mânakia. În general, ei sunt numiți "Frații Manakia".

## Biografie

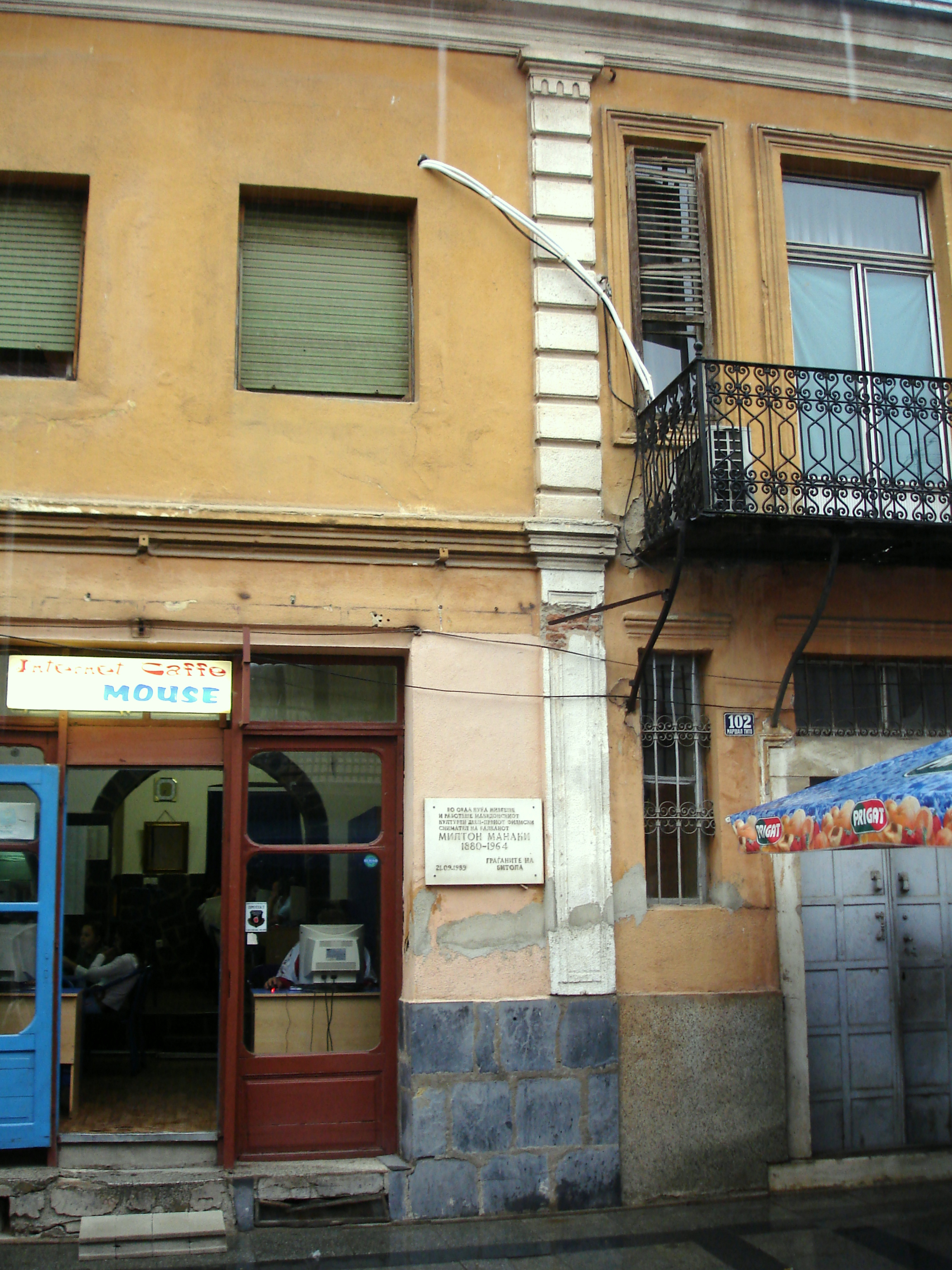
Casa lui Milton Manakia din Bitola.

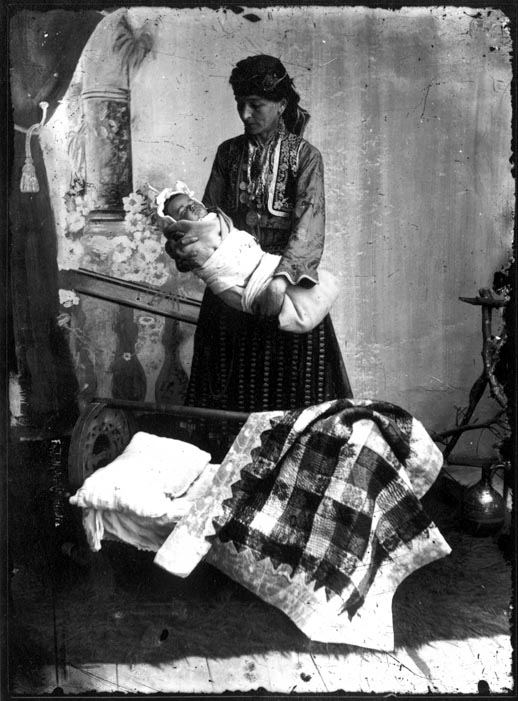
Fotografie făcută de Ianaki Manakia

Ianaki și Milton Manakia s-au născut în 1878, respectiv 1882 d.Hr. în micul sat aromân Avdela (Lipitoarea/Αβδέλλα astăzi, Grecia), în vilaietul otoman din Monastir.
În 1905, au achiziționat un aparat de fotografiat Bioscope Camera 300 din Londra și l-au folosit pentru a captura o varietate de subiecte: 
- bunica lor de 114 ani, torcând lână în Avdela;
- vizite ale oficialilor guvernamentali la Monastir, inclusiv sultanul Mehmed al V-lea (1911), regele Petru și prințul Alexandru ai Serbiei (1913), apoi regele Constantin și prințul Paul ai Greciei (1918);
- festivaluri locale, adunări și nunți, precum și activități revoluționare.

În 1911, între 1 și 20 aprilie, au filmat vizita în ținuturile românești din Macedonia a delegației conduse de profesorul Constantin I. Istrati, din care făceau parte Nicolae Coculescu, Vasile Pârvan, Gheorghe Murgoci și Emil Protopopescu, iar filmul a fost intitulat Excursie în Macedonia turcească.

Ei au deschis primul cinematograf la Bitolia, la început în aer liber (1921), apoi acoperit (1923). Arhiva lor de film a fost depusă la Arhiva de stat a Republicii Populare Federale Iugoslavia în 1955, și transferată la Cinemateca Republicii Socialiste Iugoslave a Macedoniei în 1976. Festivalul de film "Manaki Brothers International Film Camera", de comemorare a lor, are loc la Bitola. Intriga filmului Ulysses' Gaze, a lui Theo Angelopoulos, se învârte în jurul căutării fictive și metaforice a unei role pierdute, neterminată, de film, luate de către frații Manakia înainte ca Balcanii să fie împărțiți de către forțele naționalismului antiotoman. Se deschide cu imaginile bunicii fraților Manakia torcând lână.

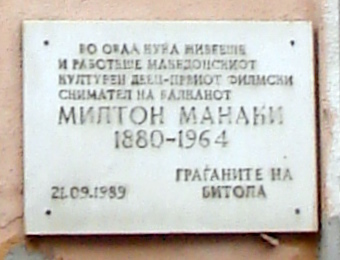
Placa din fața casei lui Manakia din Bitolia.

## Filmografie
- 1963 - Salutarea lui Tito de la Bitolia (arom. Bitule)
- 1944 - Intrarea armatei de eliberare națională (iugoslavă) în Bitolia
- 1940 - Bombardarea Bitoliei
- 1912 sau 1918 - Primirea regelui grec și a prințului moștenitor de către generalul Paul Bojovic, în Bitolia
- 1912 - Inaugurarea restaurantului orășenesc din Bitolia
- 1912 - Alexandru Karagheorghevici vizitează Bitolia
- 1911 - Biserica din Grebeni
- 1911 - Funerariile mitropolitului Emilian al Grebinilor
- 1911 - Salutarea sultanului Mehmed al V-lea Reșad, la Bitolia
- 1911 - Călătoria sultanului Mehmed al V-lea Reșad prin Săruna  și Bitolia
- 1911 - Delegația românească vizitează Bitolia, Gopiș, Resen
- 1911 - Panoramă a Grebinilor
- 1908 - Salut din a Doua Eră Constituțională, în Bitolia
- 1908 - Evenimente ce marchează Revoluția Junilor Turci
- 1908 - Manifestații (cu inscripții grecești)
- 1908 - Turci care susțin discursuri
- 1908 - Paradă și manifestații pentru a comemora (înființatea ziarului) "Hurriyet" [2 filmări diferite]
- 1908 - Paradă cu fanfară, trăsuri și călăreți
- 1907 - Spânzurarea macedonenilor care s-au ridicat împotriva stăpânirii otomane
- 1906 - Inaugurarea celei dintâi școli primare românești dintr-un sat din Pind
- 1906 - O nuntă vlahă
- 1905 - Școală sub cerul liber
- 1905 sau 1906 - Femei care torc (Avdela)
- 1905 - Bunica Despina Mânachia

Lungimea totală a peliculelor filmate de frații Manakia este de aproximativ o oră și jumătate.

## Vezi și
- Cinematografia turcă